# Берман, Дэвид (гангстер)
Дэвид Берман (англ. David Berman; 1903, Одесса, Херсонская губерния, Российская империя — 16 июня 1957, Лас-Вегас, Невада, США) — американский гангстер, известный под прозвищем «Дейви-еврей» (англ. Davie the Jew). Действовал на территории штата Айова, городов Нью-Йорк и Миннеаполис (Миннесота), позднее Лас-Вегаса (Невада) с 1916 по 1957 годы. Представитель еврейской мафии первой половины XX века в США. Один из пионеров индустрии азартных игр в Лас-Вегасе. Был партнёром Багси Сигела в отеле «Фламинго» и одним из немногих бандитов своей эпохи умерших ненасильственной смертью (во время операции).

## Биография
Берман родился в еврейской семье в Российской империи в Одессе, ныне Украина. Его отец, одно время учившийся на раввина в иешиве, был скрипачом. Когда Дэвид был ещё маленьким ребёнком, его отец отправился в США и поселился в городе Эшли (Северная Дакота), на земле предоставленной бароном Морисом де Гиршом Еврейскому колонизационному обществу. Позже Берман послал за женой и детьми. Мать Дэвида, как сообщается, выйдя из поезда пришла в ужас, поняв, что благодаря затее мужа променяла южное тепло Одессы на ледяной холод Великих равнин.
После провала планов обустройства в Северной Дакоте Берманы переехали в Су-Сити (штат Айова), где Дэвид начал свою карьеру как гангстер. В возрасте 13 лет он возглавил банду подростков, занимавшихся мелким вымогательством. Повзрослев стал грабить банки. Обзаведясь связями с преступной семьёй Дженовезе, он переехал в Миннеаполис, где занялся букмекерскими операциями, конкурируя с местными боссами мафии Кидом Канном из еврейского района Норт-Сайд, а также ирландцами Томми Бэнксом и Эдди Морганом. Ближайшими подручными Бермана в те годы были Израэль «Ледоруб Вилли» Олдермен, прославившийся жестокими убийствами ряда еврейских гангстеров из Северного Миннеаполиса, и брат Дейви «Чики» Берман (англ. "Chickie" Berman). Установив близкие отношения с тогдашним мэром Миннеаполиса Марвином Л. Клайном, Берман сумел стать главным боссом индустрии азартных игр в городе. Помимо букмекерства и нелегальных казино банда «Дейви-еврея» занималась бутлегерством и другими видами незаконной деятельности. После отмены в США «сухого закона» значение азартных игр особенно выросло и они стали главным источником дохода Бермана.
В 1930-х годах Миннеаполис был известен как «столица антисемитизма в США». Неудивительно, что именно этот город стал главным центром пронацистской организации «Серебряные рубашки», созданной в начале 1933 году спиритуалистом Уильямом Дадли Пелли, поклонником Гитлера, ненавидевшим коммунистов, евреев и негров. Члены банды Бермана несколько раз жестоко разгоняли собрания и митинги приверженцев Пелли, добившись в конце концов прекращения деятельности «Серебряных рубашек» в Миннеаполисе. После начала Второй мировой войны Берман пытался записаться добровольцем в армию США, но не смог из-за своего уголовного прошлого. Тогда он поступил на службу в канадскую армию. Принимал участие в боевых действиях в Западной Европе как разведчик 18-го бронеавтомобильного полка, он же 12-й полк «Манитобские драгуны» (англ. 18th Armoured Car Regiment or 12th Manitoba Dragoons). По свидетельству Натана Гитлевича, друга Бермана по Миннеаполису, Дейви пользовался уважением своих сослуживцев, не знавших о его уголовном прошлом.
После возвращения Бермана в Миннеаполис выяснилось, что налаженная им индустрия азартных игр была разрушена во время первого срока мэра-прогрессиста Хьюберта Хамфри, объявившего войну мафии. После этого Берман со своей командой переехал в Лас-Вегас, где стал партнёром известного гангстера Багси Сигела, вместе с которым они построили первый в Неваде отель-казино «Фламинго». На новом месте «Дейв-еврей» работал совместно с семьёй Дженовезе и гангстером Мо Седвэем, подручным одного из лидеров американской организованной преступности Меиром Лански. После убийства Сигела именно Берман как представитель «Национального преступного синдиката» руководил казино в «Фламинго». По одной из версий Дэвид участвовал в заговоре с целью устранения Сигела, которого заподозрили в растрате денег мафии, выделенных на строительство отеля. Позднее Берман вместе с другим гангстером Гасом Гринбаумом налаживал дела в казино «Ривьера».
Берман умер 16 июня 1957 года во время операции по удалению полипов из толстой кишки.

## Семья
Жена Бермана, Глэдис Эвальд, была американской танцовщицей немецкого происхождения, позднее перешедшей в иудаизм. Они познакомились ещё до Второй мировой войны в Миннеаполисе. Глэдис Берман умерла в возрасте 39 лет вскоре после смерти мужа от передозировки барбитуратов. Утверждают, что на самом деле её убила мафия, так как вдова Бермана отказалась продать по дешёвке акции отеля «Фламинго», принадлежавшие её покойному супругу.
Единственный ребёнок Бермана, дочь Сьюзан, родилась в 1945 году и стала журналисткой. Прославилась она мемуарами о своём взрослении в Лас-Вегасе в семье гангстера, вышедшими в 1981 году под названием «Изи-стрит. Подлинная история гангстерского семейства» (англ. Easy Street: The True Story of a Mob Family). В 1983 году книгу переиздали под несколько изменённым названием «Изи-стрит. Подлинная история дочери гангстера» (англ. Easy Street: The True Story of a Gangster's Daughter) В своих воспоминаниях Сьюзен писала, что мало знала о прошлом своего отца, пока один из знакомых не рассказал ей, что видел имя и фамилию её отца в книге The Green Felt Jungle. Позднее дочь Бермана консультировала авторов сценария к фильму 1995 года «Казино». Сьюзан Берман была застрелена при невыясненных обстоятельствах в 2000 году.